# Peter Šťastný
Peter Šťastný (Bratislava, 18 settembre 1956) è un ex hockeista su ghiaccio e politico cecoslovacco naturalizzato canadese.

## Biografia
È il padre degli hockeisti su ghiaccio Yan Stastny e Paul Stastny. Anche due suoi fratelli, Marián Šťastný e Anton Šťastný, sono stati hockeisti su ghiaccio.

### Carriera
Nel corso della sua carriera ha giocato con Slovan ChZJD Bratislava (1974-1980), Nordiques de Québec (1980-1990), New Jersey Devils (1990-1993), St. Louis Blues (1993/94, 1994/95) e HC Slovan Bratislava (1993/94).
Si è aggiudicato il Calder Memorial Trophy nel 1981.
Per sei volte è stato selezionato nell'NHL All-Star Game (1981, 1982, 1983, 1984, 1986, 1988).
Nel 1998 è stato inserito nella Hockey Hall of Fame. Nel 2000 invece è stato iscritto nella IIHF Hall of Fame.
A livello di rappresentativa nazionale, ha giocato con quella cecoslovacca, con quella canadese e con quella slovacca. In particolare, con la nazionale cecoslovacca, oltre ad aver partecipato alle Olimpiadi invernali 1980, ha ottenuto due medaglie d'oro (Polonia 1976 e Austria 1977) e due d'argento (Cecoslovacchia 1978 e Unione Sovietica 1979) ai campionati mondiali e una medaglia d'argento alla Canada Cup 1976. Con la rappresentativa canadese ha invece conquistato una medaglia d'oro alla Canada Cup 1984. Con la nazionale slovacca ha preso parte ai Giochi olimpici invernali 1994.

### Attività politica
Per quanto riguarda la sua attività politica, dal luglio 2004 al luglio 2014, è stato un europarlamentare in rappresentanza della Slovacchia e in qualità di rappresentante del partito SDKÚ-DS.

## Palmarès

### Mondiali
- 4 medaglie[1]:
  - 2 ori (Polonia 1976; Austria 1977)
  - 2 argenti (Cecoslovacchia 1978; Unione Sovietica 1979)

### Canada Cup
- 2 medaglie:
  - 1 oro (1984[2])
  - 1 argento (1976[1])